# SpaceX CRS-11
SpaceX CRS-11 (SpX-11) – misja statku transportowego Dragon, przeprowadzona przez prywatną firmę SpaceX na zlecenie amerykańskiej agencji kosmicznej NASA w ramach programu Commercial Resupply Services w celu zaopatrzenia Międzynarodowej Stacji Kosmicznej. Była to pierwsza misja wykorzystująca wcześniej wykorzystaną kapsułę powrotną statku Dragon.

## Przebieg misji
Start misji nastąpił 3 czerwca 2017 roku o 21:07:38 UTC. Po dwudniowym opóźnieniu spowodowanym burzową pogodą rakieta nośna Falcon 9 FT wystartowała ze statkiem Dragon z platformy startowej LC-39A z Centrum Kosmicznego im. Johna Kennedy’ego. 5 czerwca Dragon zbliżył się do ISS i o 13:52 UTC został uchwycony przez mechaniczne ramię Canadarm2, a następnie zostanie przyciągnięty do portu cumowniczego modułu Harmony, gdzie o 16:07 UTC nastąpiło jego dokowanie do stacji. SpaceX przy tym starcie po raz pierwszy wykorzystał statek Dragon, który już raz przebywał na orbicie okołoziemskiej (w misji SpaceX CRS-4 w 2014 roku).
Statek Dragon pozostał zadokowany do ISS przez 28 dni, po czym został odłączony od stacji i odciągnięty przez Canadarm2, a następnie wypuszczony. Niedługo później przeprowadzona została jego kontrolowana deorbitacja, w wyniku czego kapsuła ciśnieniowa Dragona wodowała na Pacyfiku, a następnie została wciągnięta na pokład przeznaczonego do tego celu statku i przetransportowana do Port of Los Angeles. W dalszej kolejności kapsuła trafiła do Teksasu, gdzie wyjęto przywieziony przez nią ładunek.

## Ładunek
W ramach misji CRS-11 wyniesiono na orbitę 1706 kg ładunku w sekcji ciśnieniowej statku Dragon oraz 1002 kg w nieciśnieniowej sekcji ładunkowej (łącznie 2708 kg). Głównym ładunkiem sekcji nieciśnieniowej jest urządzenie Neutron Star Interior Composition Explorer mające na celu analizę zagadnień związanych z gwiazdami neutronowymi.

## Galeria

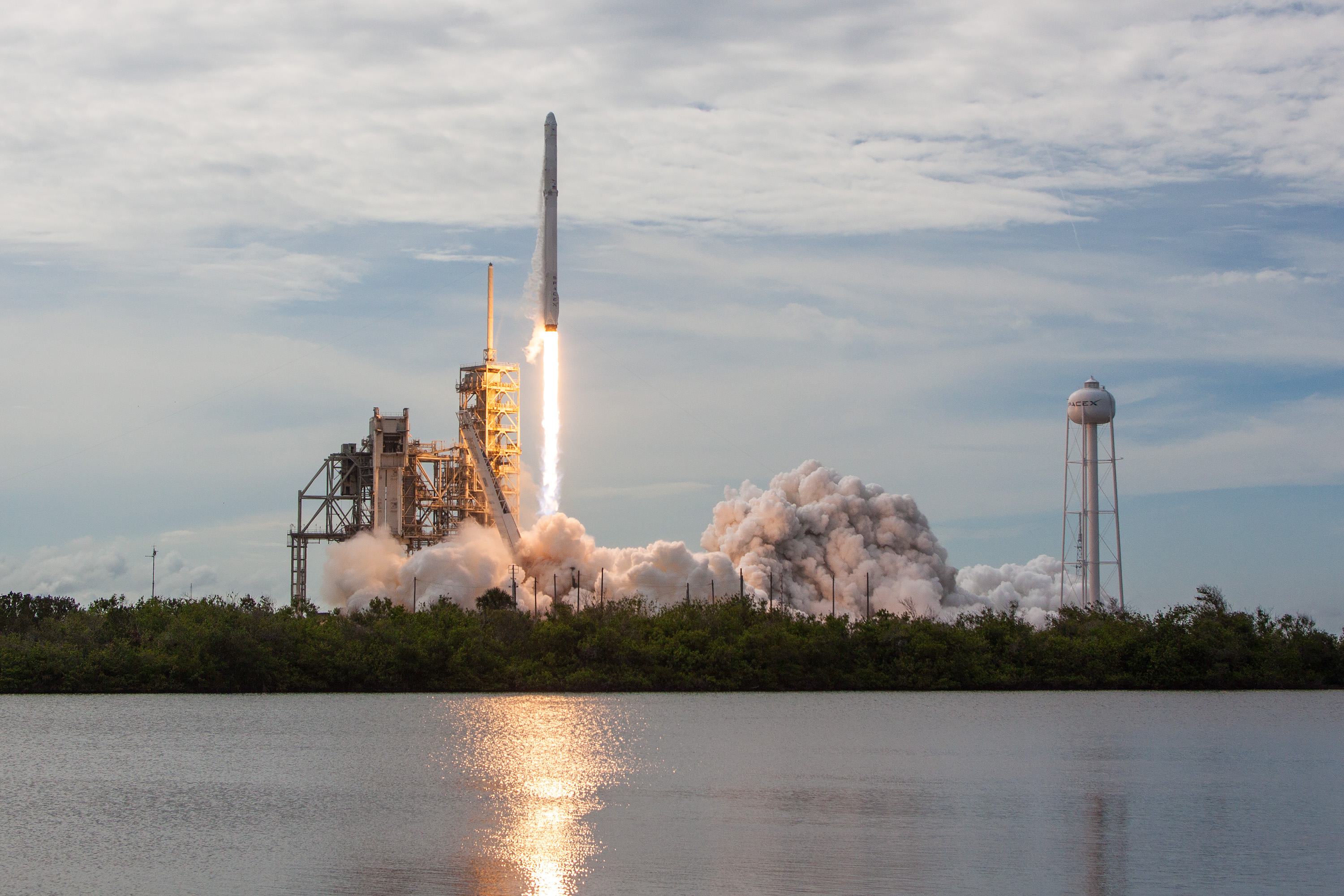
Start rakiety Falcon 9 z pojazdem Dragon CRS-11
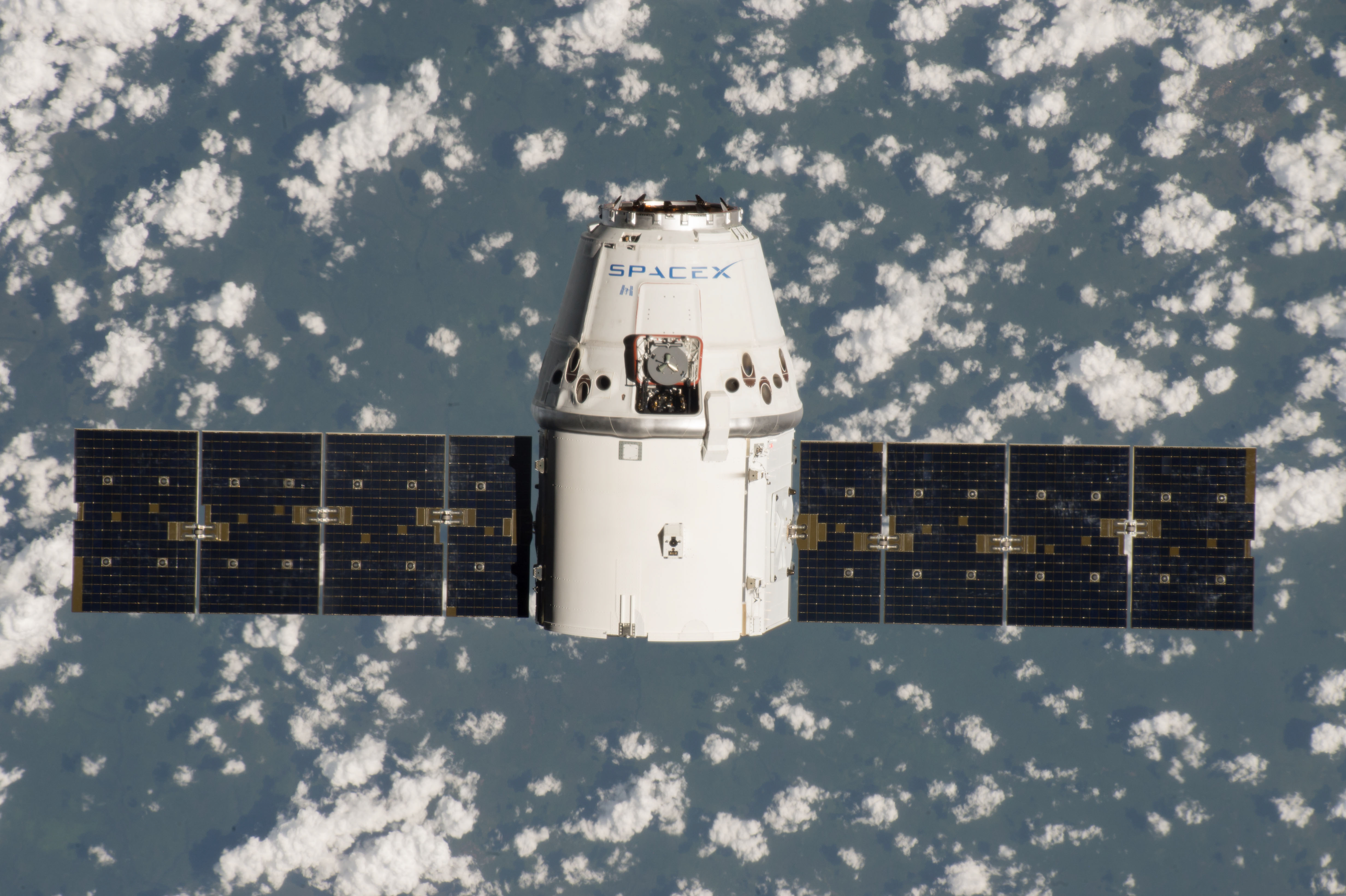
Statek Dragon podchodzi do stacji ISS
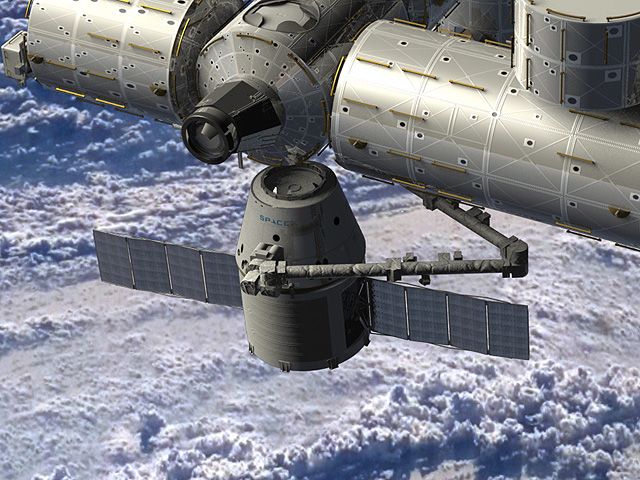
Wizualizacja dokowania statku Dragon do ISS przy pomocy Canadarm2